# Oxathres scriptus
Oxathres scriptus är en skalbaggsart som beskrevs av Lacordaire 1872. Oxathres scriptus ingår i släktet Oxathres och familjen långhorningar. Inga underarter finns listade i Catalogue of Life.